# Magne Havnå
Magne Havnå (ur. 16 września 1963 w Rennebu, zm. 29 maja 2004 w Risør) – norweski bokser zawodowy, były mistrz świata federacji WBO w kategorii junior ciężkiej.

## Amatorska kariera
Magne jako amator występował w klubie Sentrum BK Oslo, jako junior zdobył skandynawskie mistrzostwo świata wagi ciężkiej, był również trzykrotnym amatorskim mistrzem Norwegii wagi ciężkiej w latach 1984, 1985 i 1986 roku. Był również reprezentantem Norwegii na Igrzyskach Olimpijskich w Los Angeles w 1984 roku przegrywając już w pierwszej walce z reprezentantem Szwecji Håkanem Brockiem przez KO w trzeciej rundzie.

## Zawodowa kariera
Na zawodowych ringach zadebiutował 3 października 1986 pokonując na punkty przyszłego długoletniego mistrza WBO Johnny Nelsona. 15 stycznia 1988 w swoim ósmym pojedynku pokonał na punkty byłego mistrza WBC Alfonso Ratliffa. 26 maja 1989 poniósł pierwszą porażkę przegrywając przez TKO w piątej rundzie z włoskim pięściarzem Angelo Rottoli w pojedynku gdzie stawką był pas EBU. W swojej kolejnej walce 26 maja 1989 zmierzył się z Boone Pultzem o pas WBO w kategorii junior ciężkiej przegrywając niejednogłośną decyzją. 17 maja 1990 doszło do pojedynku rewanżowego, w którym Norweg znokautował mistrza w piątej rundzie. 8 grudnia 1990 w swojej pierwszej obronie pokonał jednogłośnie na punkty argentyńskiego pretendenta Daniela Eduardo Neto. W swojej drugiej obronie 15 lutego 1991 pokonał niejednogłośnie na punkty przyszłego mistrza WBO Tyrone Booze. Po tym pojedynku Magne zrezygnował z mistrzowskiego pasa staczając jeszcze trzy pojedynki, przegrywając ostatni z nich 12 lutego 1993 z Rogerem McKenzie, po którym zakończył karierę.

## Śmierć
29 maja 2004 roku Magne Havnå zginął w wypadku łodzi w Risør w wieku czterdziestu lat.